# 陳大偉 (作曲家)
陈大伟（1939年—2006年），男，上海人，中国作曲家。陈大伟主要从事电影、电视、交响乐与民族管弦乐的创作，其代表作是《飞天》。

## 生平
1939年出生。1965年毕业于上海音乐学院，师从作曲家衛仲乐、陆修棠、胡登跳等。后任上海电影乐团高级作曲。
1990年起，受风潮唱片之邀，创作了《寒山僧踪》、《大雄宝殿》、《古刹晚钟》等佛教音乐作品。

2006年初因病去世。

## 作品

### 民乐
- 《飞天》（与徐景新合著）
- 《古刹晚钟》
- 《大雄宝殿》
- 《火把节之夜》
- 《梵海雲僧》
- 《閑踏清涼月》
- 《山月迎僧─黃山行》
- 《普陀梵潮》
- 《峨嵋佛光》